# Sint-Jozefskerk (Arendonk)

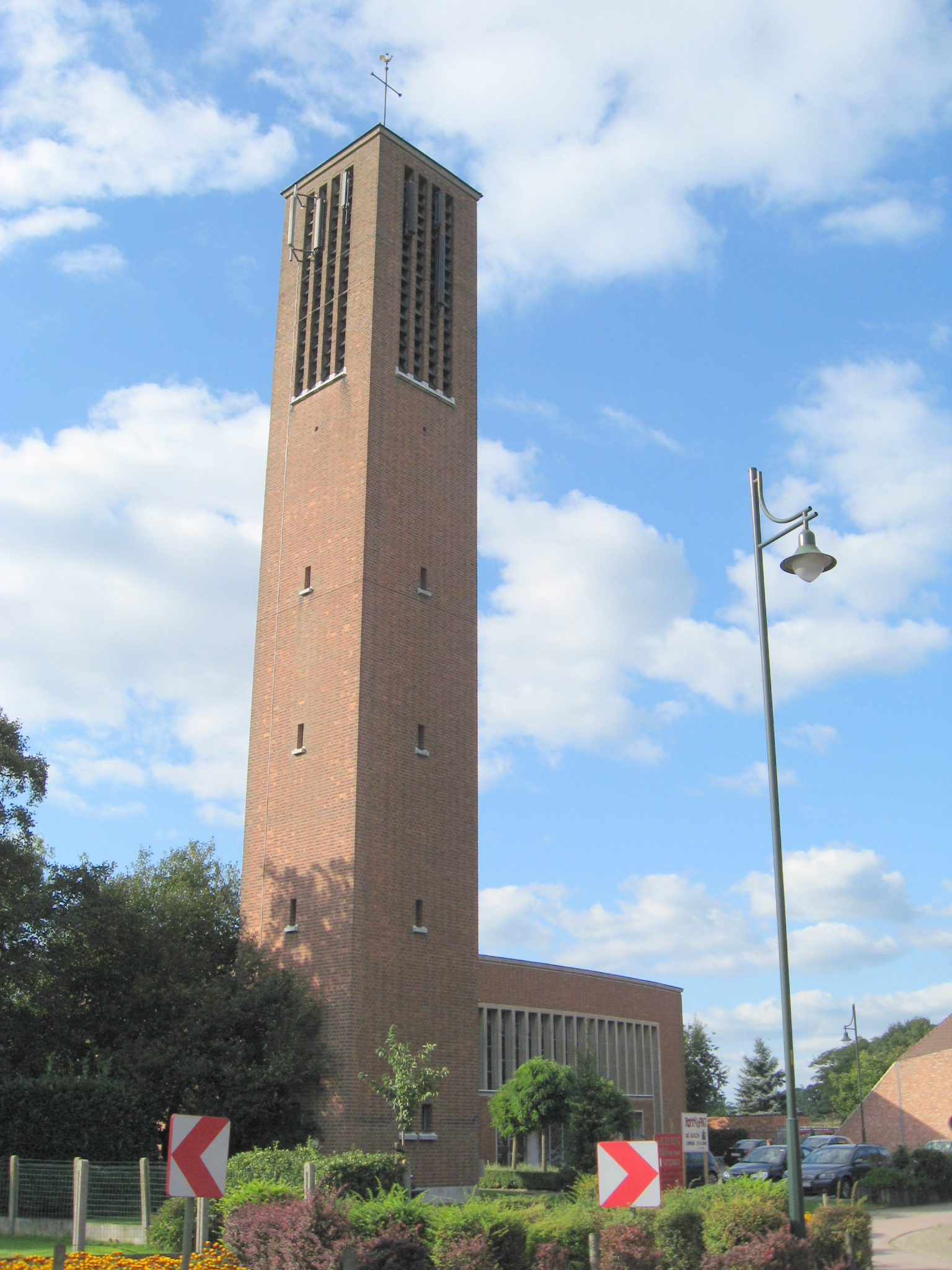

De Sint-Jozefskerk is een parochiekerk in het tot de Antwerpse gemeente Arendonk behorende plaats Voorheide, gelegen aan De Brulen 1.

## Geschiedenis
Al voor 1914 waren er plannen voor een parochie in deze streek. Deze wens werd versneld doordat een deel van dit gebied tijdens deze oorlog van Arendonk werd afgesneden door De Draad die verhinderde dat de oversteek van het Kanaal Dessel-Turnhout-Schoten kon worden gemaakt. Er werd een noodkerk ingericht in voormalige quarantainestallen en in 1920-1921 werd een schuur nabij de brug als noodkerk ingezegend. In 1921 kwam een nieuwe noodkerk aan De Brulen 8 ter beschikking en in 1923 werd Voorheide een kapelanie. In 1934 werd een begraafplaats opgericht en in 1951 kwam er een hulpkerkje in het afgelegen gehucht Lusthoven. In 1960 werd Voorheide verheven tot zelfstandige parochie.
Een definitieve kerk werd gebouwd van 1964-1966 naar ontwerp van René Joseph Van Steenbergen.

## Gebouw
De bakstenen zaalkerk, in de stijl van het naoorlogs modernisme, heeft een klokvormige plattegrond waarbij het koor, iets hoger gebouwd dan de kerkzaal, zich in het smalle gedeelte bevindt en halfrond is afgesloten. De voorgevel wordt vrijwel geheel bekleed met, tussen betonnen pijlers, glas-in-loodramen.
De kerk heeft een vrijstaande vlakopgaande bakstenen klokkentoren.